# Briareum violaceum
Briareum violaceum is een zachte koraalsoort uit de familie Briareidae. De koraalsoort komt uit het geslacht Briareum. Briareum violaceum werd in 1833 voor het eerst wetenschappelijk beschreven door Quoy & Gaimard. 